# Miroslav Zidar
Miroslav Zidar, slovenski kinolog, * 14. april 1941, Radovljica.

## Življenje in delo
V Ljubljani je do 1958 obiskoval II. državno gimnazijo (Gimnazija Poljane) in Tehniško srednjo šolo. V Industrijskem montažnem podjetju (IMP) v Ljubljani je bil do 1981 samostojni projektant v projektivnem biroju, od 1981 pa vodja ponudbe v inženiringu. V letih 1981–85 je v Iraku vodil projektivni biro IMP.
Iz mladostnega ljubitelja psov se je razvil v dobrega poznavalca, se uvrstil med vodilne slovenske in jugoslovanske kinologe ter dosegel tudi mednarodno veljavo. Od 1969 vodi društvene tečaje za šolanje psov, posebej za reševanje izpod plazu (lavinski pes) in ruševin, ter tečaje za vodje društvenih tečajev. Leta 1962 je bil izvoljen za tajnika Zveze kinoloških klubov, 1974 za predsednika strokovnega sveta Kinološke zveze Slovenije (KZS) in za člana mednarodne komisije za službene pse (do 1977) ter komisije za ubogljivost psov (do 2003) pri Mednarodni kinološki zvezi. Bil je glavni in odgovorni urednik revije Kinolog (1973–1979 in 2000-2009). Dobil je številna priznanja kinoloških organizacij ter odlikovanji.
Napisal je: Skripta za sodniške pripravnike (1963); Priročnik za vzrejo in šolanje športnih in službenih psov (1967); O psih (1971); Vzrejne knjige kraških ovčarjev (1977); Skripta za tečaje vodnikov ruševinskih psov (1981); 7 izdaj knjige O psih (1971, 1973, 1976, 1980, 1983, 1987 in 1991), knjigo O kraševcu (1990), ter knjigo Kraševec/Karst Shepherd (2011).  (COBISS) Je soavtor knjige Osnove šolanja športnih, službenih in lovskih psov. (COBISS) Članke je pisal predvsem v časopise:  Moj mali svet, Kinolog, Moj pas (Zagreb) in Internationale Hunderevue (Praga). Je tudi soavtor zgodovine KZS ter brošure Ministrstva za kmetijstvo, gozdarstvo in prehrano z naslovom: Slovenske avtohtone domače živali (1999).

## Odlikovanja
- S srebrnim znakom za kinološke zasluge (1975)
- Z zlatim znakom za kinološke zasluge (1972)
- Z redom za zasluge 2. stopnje Kinološke zveze Slovenije (1975)
- Z redom za zasluge1.stopnje Kinološke zveze Slovenije (1978)
- Zlati znak za zasluge Jugoslovanske kinološke zveze (1973)
- Priznanje KZS 1. stopnje za "izjemne zasluge pri razvoju kraškega ovčarja* (1988)
- Častni  član kinoloških društev: KD Celje, KD Ljubljana, KD Lesce-Bled, KD Maribor, KD Slovenska Bistrica, KD Ajdovščina in KLŠPS.

## Zunajne povezave
- Adamič France. »Zidar Miroslav«. Slovenski biografski leksikon. Ljubljana: ZRC SAZU, 2013 – prek Slovenska biografija.